# スミス大学
スミス大学（スミス・カレッジ）（英語: Smith College）は、マサチューセッツ州ノーサンプトンに本部を置くアメリカ合衆国の私立大学。1871年創立、1875年大学設置。
2023年度における合格率は30%で、全米屈指の最難関名門私立リベラル・アーツ・カレッジ。アメリカ最大の女子大学で全学の学生数は2,903人 (2018年)、内訳は学部学生2,502人、大学院生401人を数える。USニューズ&ワールド・レポートの2019年ランキングでは全米のリベラル・アーツ・カレッジ中11位タイの評価を受けた。

## 概要
卒業生の3分の2以上は、卒業後5年以内に大学院などに進学する。卒業後10年で、修士号(47.6%)、法務博士（専門職）(9.9%)、博士号(9.5%)、医師(1.1%)の学位を取得している。学生1人あたりの資産は、全米私立大学の上位10校に入る。40％の学生は理系志望（科学・テクノロジー・工学・数学）であり、全国平均を大きく上回っている。学費の平均年額は5万2,404アメリカドル (2018年-19年)。
1960年代まで、アイビー・リーグの各大学はコーネル大学を除いてすべて男子校であった。こうした男女別学の環境の中で名門女子大学群セブン・シスターズが存在し、スミス大学は所属する7つの大学のうちの一校であり、1965年より州内の提携校と5大学連合を組む。2015年の秋からは、トランスジェンダーの女性も受け入れることを同年5月に発表した。

## キャンパス
ニューヨーク市のセントラル・パークと同じく、フレデリック・ロー・オルムステッドによって設計された美しい景観を誇るキャンパスを有する。有名なスミスの植物園は創立当時から縷々と磨かれてきた。

## 徹底した少人数教育
徹底した少人数制による個人教育を重んじるリベラル・アーツの精神に基づき、2018年新学期は学部学生合計2,502人に対して常勤教員が285名おり、学生対教員の割合は8.4：1、1クラス当たりの学生数の平均は20人未満である。エンジニアリング専攻の工学学士号の学位を、アメリカの女子大学で初めて与えた。コンピューターサイエンスにも力を入れている。

## 広域の大学連携と学術環境

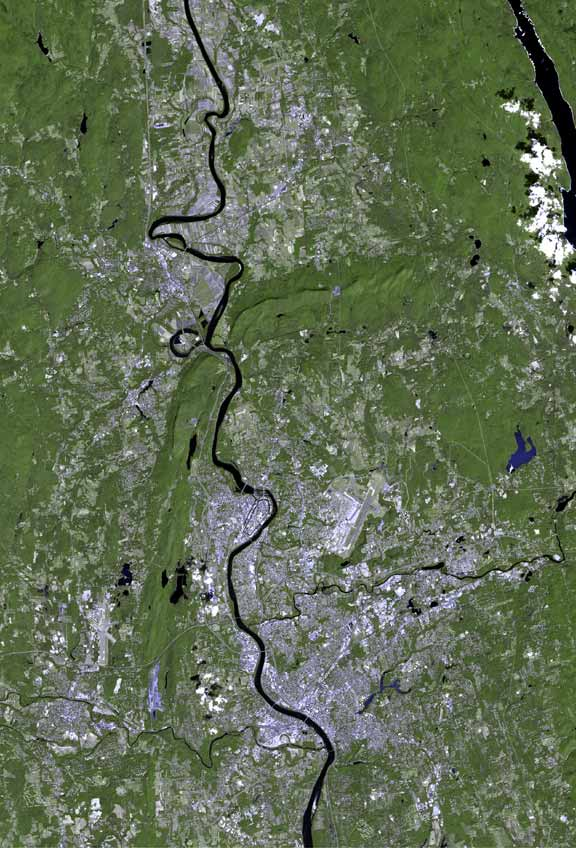
空から見たコネチカット川流域のパイオニア・バレー。ノーザンプトンからアマースト (画面上)、スプリングフィールド (同下) の展望。(NASA)

この大学はニューイングランド地方の「知の回廊」を構成する教育機関に数えられる。2012年にコネチカット川流域の2大経済圏であるマサチューセッツ州スプリングフィールドとコネチカット州ハートフォードが州境を越えて経済協定を結び、共同事業として改めて「ニューイングランド地方の知の回廊」(Knowledge Corridor®) と呼ばれるようになる。この一帯はニューイングランド地方で2番目に人口が稠密な地域であり、短期大学と4年制大学29校 (2012年当時)、学生数は10万人超という。経済活動と文化ならびに市民生活と交流が促され、地理的広がりはコネチカット州州北西部からマサチューセッツ州西部のコネチカット川流域南部にわたる。
同地区の高等教育を担う5大学（本学ならびにマサチューセッツ大学アマースト校、マウントホリヨーク大学、ハンプシャー・カレッジ、アマースト大学）は「ファイブ・カレッジズ」という同盟を結び、単位や施設の自由交換、共同購入を行うというユニークな取り組みを1965年から導入している。合計およそ3万8,000人の通学者を確保したことにより、5つの大学のキャンパス間を結ぶバスを定時ダイヤで運行して他校の授業に出席しやすくしている。各大学のもつそれぞれの特色や強みを最大限に活用し、たとえばマサチューセッツ大学で開講する予備役将校訓練課程 (陸軍・空軍) はスミス大学の学生も受講できる。充実した学術研究環境が整えられていることから、パイオニア・バレーとも呼ばれるこの地域一帯には世界中から学生が集う。
スミス大学は、隣市スプリングフィールドの広域スプリングフィールド大学コンソーシアムの6つの高等教育機関とも、協力関係を築いている。すなわちスプリングフィールド地域のアメリカン国際カレッジとケンブリッジ・カレッジ、スプリングフィールド・カレッジと西ニューイングランド大学と技術系のスプリングフィールド技術短期大学とウェストフィールド州立大学 (公立) に加え、カトリック系のエルムズ・カレッジ (チカピー) 、さらに本学と同じく女子大学から出発しウェブを利用した遠隔教育に注力するベイパス大学 (ハンプデン郡) 、ホリヨーク・カレッジなどである。

## 国際色豊かな学生構成
スミス大学の学生総数は約2500人でアメリカ最大の私立女子大学。2018-2019年度の学生の人種別構成はアラスカ系を含むネイティブ・アメリカン 47.7％、ヒスパニック系 11.5％、アジア人 9.3％*、白人 6.6％*、アフリカン・アメリカン 6.6％*、ハワイなど太平洋島しょ部の少数民族 2人、複数の民族を自認する者は4.8％とされ、無解答もしくは不明が5.9％である(*: ヒスパニック系を除いた数値)。13.9％を占める留学生は、70カ国から集まる。

## 著名な卒業生
氏名に続く数字は卒業年を指す。
文筆家、ジャーナリスト
- シンシア・ヴォイト：児童文学作家
- マーガレット・エドソン：劇作家

- 圓佛 須美子 (1960)：翻訳家、作家、自然保護活動家[14]
- シルヴィア・プラス (1955)：詩人・作家

- ベティ・フリーダン (1942)：フェミニスト、ジャーナリスト、作家
- マーガレット・ミッチェル (1922)：作家 (代表作は風と共に去りぬ)

- ジェイン・ヨーレン (1960)：児童文学作家、ファンタジー作家、詩人、ノンフィクション作家

政治家、思想家
- ヨランダ・キング（英語版） (1976)：人権活動家、父はマーティン・ルーサー・キング・ジュニア牧師

- グロリア・スタイネム (1956)：フェミニズム運動の活動家、雑誌「Ms.」共同創刊者

- タミー・ボールドウィン（英語版）：政治家

実業家
- ローラ・タイソン (1969)：エコノミスト、アメリカ合衆国国家経済会議委員長
- 茅野みつる (Mitsuru Claire Chino)：伊藤忠役員[15]

宗教者、教育者
- クララ・カンヴァース：在日宣教師、捜真女学校の第2代校長
- シャーロット・デフォレスト：神戸女学院第5代院長

スポーツ界
- ヘレン・チェナリー (1943)　通称ペニー・チェネリー　サラブレッド競走馬のオーナーブリーダー

その他
- 渋谷亜希：NHKフリーアナウンサー、俳優[16]
- ジュリア・チャイルド (1934)：料理研究家
- バーバラ・ブッシュ (1947):：第41代アメリカ合衆国大統領ジョージ・H・W・ブッシュの妻

- ナンシー・レーガン（アン・フランシス・ロビンズ）第40代アメリカ合衆国大統領ロナルド・レーガンの妻